# مرتضی حائری یزدی
مرتضی حائری یزدی (زادهٔ ۲۰ مهر ۱۲۹۵ اراک – درگذشتهٔ ۲۵ اسفند ۱۳۶۴ قم) روحانی شیعه و از مدرسان حوزه علمیه قم بود. وی فرزند عبدالکریم حائری یزدی بود و به‌عنوان نماینده استان مرکزی در مجلس خبرگان قانون اساسی نیز فعالیت می‌کرد.

## زندگی
مرتضی حائری یزدی در ۱۴ ذیحجه سال ۱۳۳۴ قمری (۲۰ مهر ۱۲۹۵ ش) در سلطان آباد (اراک فعلی) زاده شد. با هجرت عبدالکریم حائری یزدی (مؤسس حوزه علمیه قم) در سال ۱۳۰۱ ش به قم، همراه پدر به این شهر مهاجرت کرد. در آن شهر مقدمات علوم دینی را نزد سید محمدرضا گلپایگانی آغاز کرد و فقه و اصول را در نزد پدرش و آیات: سید محمد محقق داماد و سید روح‌الله خمینی پی گرفت.
پس از طی دوره سطح، در سال ۱۳۱۵ برای او جواز طلبگی صادر شد، ولی عبدالکریم یزدی برای اینکه درخواستی از حکومت رضاشاه نکرده باشد، در مورد صدور جواز طلبگی وی تقاضا و اقدامی نکرد. سپس وی به مدت ۱۵ سال در نزد آیات: سید محمد حجت کوه‌کمری و محمدتقی خوانساری خارج فقه و اصول فراگرفت (دفتر ادبیات انقلاب اسلامی، /۴۵۷). او پس از طی این دوره خود از مدرسان برجسته حوزه علمیه قم شد و تا آخر عمر به این امر اشتغال داشت.

## همراهی با روح‌الله خمینی
موقعیت علمی و انتساب او به بنیانگذار حوزه علمیه قم موجب شد، که در زمان زعامت بروجردی همراه روح‌الله خمینی و سید احمد زنجانی، ابوالقاسم اصفهانی، باقر سلطانی، سید محمود روحانی، سیدزین‌العابدین کاشانی و ریحان‌الله گلپایگانی در هیئت مصلحین حوزه، برای انجام اصلاحات و ایجاد تحول در این مرکز دینی علمی اقدام کند، اما عدم همراهی بروجردی با آنان کار را در نیمه راه متوقف گرداند. همین موضوع سبب گردید که مرتضی حائری به حالت قهر قم را به مقصد مشهد ترک کند، که با دلجویی بروجردی مجبور به مراجعت شد. همچنین او پس از درگذشت بروجردی برای جلوگیری از تأخیر در پرداخت شهریه طلاب و سامان حوزه، جلسه‌ای با حضور علمای قم تشکیل داد.
مرتضی حائری یزدی با روح‌الله خمینی، رابطه‌ای دیرینه داشت؛ آنان به جز همکاری در هیئت مصلحین حوزه، هر روز هنگام غروب آفتاب، در مقبره شیخ فضل‌الله نوری در حرم فاطمه معصومه، با یکدیگر ملاقات و گفتگو می‌کردند. ازدواج دخترش با سید مصطفی خمینی، فرزند روح‌الله خمینی در سال ۱۳۳۵ بر این پیوند و ارتباط صحه گذاشت.

## انقلاب ۱۳۵۷
با اعلام لایحه انجمن‌های ایالتی و ولایتی، منزل حائری محل اجتماع علما برای اعتراض به این اقدام شد، که توسط روح‌الله خمینی دعوت شده بودند (باقری،). همراهی با روح‌الله خمینی در ماجرای دوم فروردین (کشتار فیضیه) ادامه یافت و حائری همراه روح‌الله خمینی، عبدالنبی لنگرودی، ریحان‌الله گلپایگانی، سید محمد محقق داماد، شریعتمداری، مرعشی نجفی، هاشم آملی و سید محمدحسین طباطبایی اعلامیه‌ای علیه شاه صادر کردند (همان، /۱۹۹). او پس از سخنرانی ۱۴ خرداد ۱۳۴۲ روح‌الله خمینی به نزد وی رفت و از وی تجلیل کرد. با دستگیری روح‌الله خمینی در ۱۵ خرداد، در اعتراض به این اقدام به حضرت عبدالعظیم مهاجرت کرد و در آنجا برای جلوگیری از محاکمه روح‌الله خمینی، استناد به مصونیت مراجع در قانون اساسی مشروطه را به علمای مهاجر پیشنهاد نمود. پس از تبعید روح‌الله خمینی فعالیت حائری متوقف نشد و او در مراحل مختلف، پشتوانه‌ای برای نیروهای انقلابی بود؛ به طوری که در برگزاری مراسم بزرگداشت برای سعیدی خراسانی در روز جمعه، ۲۲ خرداد ۱۳۴۹ شخصاً به پهن‌کردن فرش در مدرسه فیضیه اقدام کرد. همچنین در سال ۱۳۵۳ در جریان کشته‌شدن حسین غفاری روحانیت با حمایت وی حوزه را تعطیل کردند. (آرشیو مرکز اسناد انقلاب اسلامی، ۱۰۴۵/)
یک سال بعد، پس از سرکوبی تظاهرات ۱۵ خرداد منزل حائری محل اجتماع آیات: گلپایگانی، مرعشی نجفی و شریعتمداری، در اعتراض به این اقدام شد، که پس از تبادل نظر این چهار تن بنا شد، مدارس فیضیه و دارالشفا در اختیار طلاب قرار گیرد.

## درگذشت داماد
با مرگ مشکوک سید مصطفی خمینی در اول آبان ۱۳۵۶ حائری در سوگ فقدان دامادش پیام تسلیتی به روح‌الله خمینی ارسال نمود. همچنین با چاپ مقاله توهین‌آمیز روزنامه اطلاعات، در مورد روح‌الله خمینی، به آن نویسندگان مقاله اعتراض کرد و بدین مناسبت در ۱۸ دی ۱۳۵۶ در مسجد اعظم قم سخنرانی نمود، که پس از آن راهپیمایی اعتراض‌آمیزی علیه رژیم توسط طلاب انجام شد (روزشمار انقلاب اسلامی، /۴۳۷). و پس از فاجعهٔ ۱۹ دی قم همراه آیات: شریعتمداری، مرعشی نجفی و سید صادق روحانی در منزل ابوالقاسم دانش آشتیانی برای ایجاد آرامش در شهر و جلوگیری از کشتار مردم تبادل نظر نمود.

## در دوران انقلاب
در پی وقوع انقلاب ۱۳۵۷، مرتضی حائری یزدی به عنوان نماینده استان مرکزی در مجلس خبرگان قانون اساسی برگزیده شد و در آن مجلس در گروه قوه مجریه عضویت داشت. وی پس از این مسئولیت تا هنگام درگذشت در اسفند ۱۳۶۴ به جز تدریس، سمتی نداشت. وی علاوه بر سال‌ها تدریس در حوزه علمیهٔ قم، به تألیف و ترجمه نیز اشتغال داشت.

## درگذشت
مرتضی حائری یزدی در شب ۲۴ جمادی‌الثانی ۱۴۰۶ (۲۵ اسفند ۱۳۶۴ ش) در قم درگذشت و در حرم فاطمه معصومه دفن شد.

## آثار چاپ شده
- ابتغاء الفضیلة فی شرح الوسیلة
- رساله‌ای در نماز جمعه
- کتاب الخمس

× سر دلبران
- پرتوی از انوار آسمانی
- مباحثی در تفسیر سوره حمد
- رساله‌ای در خلل صلاة
- رساله‌ای در حدیث رفع
- رساله‌ای در مسئلهٔ تعاقب ایادی
- کتاب ابتغاء الفضیله،
- دورهٔ سه جلدی شرح بر عروةالوثقی
- دورهٔ اصول به نام مبانی الاحکام فی اصول شرایع الاسلام و حاشیه بر کفایه و مکاسب.

## استادان
- سید روح‌الله خمینی
- سید احمد خوانساری
- سید محمدرضا گلپایگانی
- سید محمدتقی خوانساری
- سید محمد محقق داماد
- عبدالکریم حائری یزدی
- میرزا خلیل کمره‌ای
- محمد حجت کوه‌کمری
- سید حسین طباطبایی بروجردی